# Niarchos cotopaxi
Espèce
Niarchos cotopaxi est une espèce d'araignées aranéomorphes de la famille des Oonopidae.

## Distribution
Cette espèce est endémique de la province de Cotopaxi en Équateur,. Elle se rencontre  entre 3 650 et 3 865 m d'altitude sur le Cotopaxi.

## Description
Le mâle holotype mesure 2,05 mm et la femelle 2,34 mm.

## Étymologie
Cette espèce est nommée en référence au lieu de sa découverte, le volcan Cotopaxi.

## Publication originale
- Platnick & Dupérré, 2010 : The Andean goblin spiders of the new genera Niarchos and Scaphios (Araneae, Oonopidae). Bulletin of the American Museum of Natural History, no 345, p. 1-120 (texte intégral).